# Die Hochzeit (2020)
Die Hochzeit ist eine deutsche Filmkomödie von Til Schweiger aus dem Jahr 2020 mit Samuel Finzi, Milan Peschel und Til Schweiger in den Hauptrollen. Der deutsche Kinostart war am 23. Januar 2020, in Österreich kam der Film am darauffolgenden Tag in die Kinos. Es handelt sich um eine Fortsetzung von Klassentreffen 1.0 – Die unglaubliche Reise der Silberrücken. Es handelt sich ebenso wie beim ersten Teil um die Neuverfilmung eines dänischen Films, hier Klassefesten 2: Begravelsen aus dem Jahr 2014.

## Handlung
Das Leben der drei Freunde Nils, Andreas und Thomas verläuft nach ihrem Klassentreffen weiterhin chaotisch. DJ Thomas macht der Flop seines neuen Albums zu schaffen, trotzdem ist er fest entschlossen, Linda zu heiraten. Nils findet heraus, dass seine Frau Jette nach 25 Jahren einen One-Night-Stand hatte. Andreas ist nach der Trennung von Tanja wieder auf der Suche nach einer neuen Partnerin.
Beim Junggesellenabschied von Thomas stirbt der alte Freund Thorben, der außerdem Jettes Affäre war. Nils, Andreas und Thomas müssen zusammen mit Lindas Tochter Lilli auf dessen Beerdigung, die sich allerdings durch ein Missgeschick verzögert. Es beginnt ein Rennen gegen die Zeit, um noch rechtzeitig zur Trauung zu erscheinen.

## Produktion
Die Dreharbeiten fanden ab dem 7. Mai 2019  in Berlin und Brandenburg statt. Produziert wurde der Film von der Barefoot Films, Koproduzenten waren die SevenPictures Film GmbH, die Warner Bros. Entertainment GmbH und die Erfttal Film- und Fernsehproduktion GmbH & Co KG. Der Arbeitstitel lautete Klassentreffen 2.0 – Die Hochzeit.
Unterstützt wurde die Produktion von der Filmförderungsanstalt, dem Deutschen Filmförderfonds und der Medienboard Berlin-Brandenburg GmbH. Für den Ton zeichnete Frank Heidbrink verantwortlich, für das Szenenbild Isabel von Forster und für das Kostümbild Metin Misdik.
Die Premiere fand am 21. Januar 2020 im Berliner Zoo Palast statt.

## Rezeption
Filmstarts bewertet den Film mit 1½ von 5 Sternen. Negativ bewertet werden die zahlreichen Produktplatzierungen unter anderem auch für Schweigers Firmen sowie ein „Brachialhumor“, der „weder gut geschrieben noch gut inszeniert ist“. Das Fazit der Kritik lautet: „Wenn es in einer Komödie deutlich mehr prominente Produktplatzierungen als zündende Pointen gibt, ist das nie ein gutes Zeichen.“ Jedoch sei der Film auch „immerhin nicht so schlimm wie der erste Teil“; er enthalte „weniger fragwürdige Lebensweisheiten und mehr temporeichen Slapstick“, die aber nur dank der schauspielerischen Leistungen von Milan Peschel und Samuel Finzi noch einigermaßen funktionierten.
Matthias Dell befand auf Zeit Online, dass dieser Film ein erstaunlicher sei und – auf die von Filmkritikern zumeist belächelten Werke Schweigers bezogen – dieser noch zu seinen besseren, wenn nicht neben Schutzengel zu den besten zählte. Das vergleichsweise milde Alterswerk wäre so nicht zu erwarten gewesen. Der Film verzichte etwa, abgesehen von der Eingangsszene, „auf ein Charakteristikum des Schweiger-Oeuvres: den Gefühlsmarketing-Clip, der häufig dramaturgisch anlasslos die Handlung stillstellt.“ In puncto Ausstattung setze der Film einen neuen Maßstab in Schweigers Werk, die auf amerikanisiertes Landhaus getrimmten Einrichtungen der gezeigten Wohnungen seien nur noch durch die Grundtöne zu unterscheiden. In Schweigers Welt bestünde Deutschland „eigentlich nur noch aus Außenansichten von Gutshäusern, Feldern, leeren Straßen mit amerikanischen Leichenwagen und der Lichter-der-Nacht-Aufnahme einer breiteren Berliner Straße“, die als Großstadt-Chiffre herhalte.
Horst-Günther Fiedler schrieb in TV-Media, dass es sich um eine gut gemeinte Fortsetzung handle, die eigentlich Die Beerdigung heißen müsste. Der Film sei nur für Fans. Es gäbe kein Zentrum des Films, kaum Story, die durch die lose verbundenen, nummernrevueartigen Sequenzen vorangetrieben werden könnte. Die viel zu vielen Figuren seien Karikaturen, visuell wirke alles wie ein zwei Stunden langer IKEA-Werbespot. In all dem Chaos habe Schweiger ein paar wahrhaftige Momente versteckt.
Oliver Armknecht vergab auf film-rezensionen.de zwei von zehn Punkten, der Film sei eine typische Komödie von Til Schweiger, wo Pimmelhumor auf kitschige Besinnlichkeit treffen. Nicht einmal das sonst verlässliche Ensemble könne aus diesen altersschwachen Figuren und Witzen noch etwas Sehenswertes machen.